# Luca Vido
Luca Vido est un footballeur italien né le 3 février 1997 à Bassano del Grappa. Il évolue au poste d'attaquant à l'AC Reggiana.

## Biographie

### En club
Le 17 Mars 2023, Luca Vido inscrit son premier but de la saison avec Palerme lors de la rencontre opposant son club actuel à Modène. Son équipe l'emporta 5-2 et il inscrira le dernier but sur des siens sur pénalty. 

### En équipe nationale
Avec les moins de 17 ans, il participe au championnat d'Europe des moins de 17 ans en 2013. Lors de cette compétition, il joue quatre matchs. Il délivre une passe décisive contre la Slovaquie en demi-finale. L'Italie est battue en finale par la Russie.
Il dispute ensuite avec les moins de 20 ans la Coupe du monde des moins de 20 ans en 2017. Il joue quatre matchs lors de cette compétition, délivrant une passe décisive contre la Zambie en quart de finale. L'Italie se classe troisième du mondial.

## Palmarès
- Finaliste du championnat d'Europe des moins de 17 ans 2013 avec l'équipe d'Italie des moins de 17 ans